# Anad Abid
Anad Abid Tweresh (3 de agosto de 1955) é um ex-futebolista profissional iraquiano, que atuava como meia.

## Carreira
Anad Abid fez parte do elenco da histórica Seleção Iraquiana de Futebol da Copa do Mundo de 1986 